# 20. etape af Tour de France 2008
Tyvende etape af Tour de France 2008 blev kørt lørdag d. 26. juli og var en 53 km lang enkeltstart som gik fra Cérilly til Saint-Amand-Montrond.
- Etape: 20
- Dato: 26. juli
- Længde: 53 km
- Danske resultater:

101. Nicki Sørensen + 7.47
- Gennemsnitshastighed: 49,8 km/t

## Mellemtider
- 1. mellemtid i Rond-Bernard (18 km)

| 1  | Fabian Cancellara     | 21:30 min  |
| 2  | Stefan Schumacher     | 21:30 min  |
| 3  | Denis Mensjov         | + 0:22 min |
| 4  | Kim Kirchen           | + 0:24 min |
| 5  | Christian Vande Velde | + 0:28 min |
| 6  | Bernhard Kohl         | + 0:34 min |
| 7  | Cadel Evans           | + 0:38 min |
| 8  | Sylvain Chavanel      | + 0:41 min |
| 9  | David Millar          | + 0:43 min |
| 10 | Carlos Sastre         | + 0:46 min |

- 2. mellemtid i Charenton-du-Cher (36 km)

| 1  | Fabian Cancellara     | 42:38 min  |
| 2  | Stefan Schumacher     | + 0:12 min |
| 3  | Kim Kirchen           | + 0:57 min |
| 4  | Christian Vande Velde | + 0:57 min |
| 5  | David Millar          | + 1:03 min |
| 6  | Denis Mensjov         | + 1:08 min |
| 7  | Cadel Evans           | + 1:30 min |
| 8  | Bernhard Kohl         | + 1:33 min |
| 9  | Sebastian Lang        | + 1:34 min |
| 10 | Thomas Lövkvist       | + 1:38 min |

- 3. mellemtid i Les Piots Doux (47,5 km)

| 1  | Stefan Schumacher     | 58:12 min  |
| 2  | Fabian Cancellara     | + 0:14 min |
| 3  | Kim Kirchen           | + 0:56 min |
| 4  | Christian Vande Velde | + 1:06 min |
| 5  | David Millar          | + 1:24 min |
| 6  | Denis Mensjov         | + 1:38 min |
| 7  | Cadel Evans           | + 1:52 min |
| 8  | Sebastian Lang        | + 2:00 min |
| 9  | Bernhard Kohl         | + 2:07 min |
| 10 | George Hincapie       | + 2:08 min |

## Resultatliste
|    | Navn                  | Land           | Hold               | Tid     |
| -- | --------------------- | -------------- | ------------------ | ------- |
| 1  | Stefan Schumacher     | Tyskland       | Team Gerolsteiner  | 1:03.50 |
| 2  | Fabian Cancellara     | Schweiz        | Team CSC-Saxo Bank | + 0.21  |
| 3  | Kim Kirchen           | Luxembourg     | Team Columbia      | + 1.01  |
| 4  | Christian Vande Velde | USA            | Team Garmin        | + 1.05  |
| 5  | David Millar          | Storbritannien | Team Garmin        | + 1.37  |
| 6  | Denis Mensjov         | Rusland        | Rabobank           | + 1.55  |
| 7  | Cadel Evans           | Australien     | Silence-Lotto      | + 2.05  |
| 8  | Sebastian Lang        | Tyskland       | Team Gerolsteiner  | + 2.19  |
| 9  | Bernhard Kohl         | Østrig         | Team Gerolsteiner  | + 2.21  |
| 10 | George Hincapie       | USA            | Team Columbia      | + 2.28  |

## Eksternt link
- (Webside ikke længere tilgængelig) på Letour.fr Arkiveret 28. februar 2011 hos  Wayback Machine (fransk) (engelsk) (tysk) (spansk)